# Vampire Academy
Vampire Academy (Academia de Vampiros no Brasil; Vampire Academy em Portugal) é uma série de livros de romance paranormal  escrita pela autora norte-americana, Richelle Mead. É narrada por Rosemarie "Rose" Hathaway, uma jovem dampira que está treinando para se tornar a guardiã de sua melhor amiga Moroi, Vasilisa "Lissa" Dragomir. No entanto, Rose se envolve em um romance proibido com seu instrutor, Dimitri Belikov, enquanto mantém um laço psíquico inquebrável com Lissa.

## Livros
| Título          | Título no Brasil     | Título em Portugal   | Lançamento (Estados Unidos) |
| --------------- | -------------------- | -------------------- | --------------------------- |
| Vampire Academy | O Beijo das Sombras  | Academia de Vampiros | 16 de agosto de 2007        |
| Frostbite       | Aura Negra           | Beijo Gelado         | 10 de abril de 2008         |
| Shadow Kiss     | Tocada Pelas Sombras | O Beijo das Sombras  | 13 de novembro de 2008      |
| Blood Promise   | Promessa de Sangue   | Promessa de Sangue   | 25 de agosto de 2009        |
| Spirit Bound    | Laços do Espírito    | por anunciar         | 18 de maio de 2010          |
| Last Sacrifice  | Último Sacrifício    | por anunciar         | 7 de dezembro de 2010       |

Spin-Off
| Título           | Título no Brasil  | Título em Portugal | Lançamento (Estados Unidos) |
| ---------------- | ----------------- | ------------------ | --------------------------- |
| Bloodlines       | Laços de Sangue   | por anunciar       | 23 de agosto de 2011        |
| The Golden Lily  | O Lírio Dourado   | por anunciar       | 12 de junho de 2012         |
| The Indigo Spell | O Feitiço Azul    | por anunciar       | 12 de fevereiro de 2013     |
| The Fiery Heart  | Coração Ardente   | por anunciar       | 19 de novembro de 2013      |
| Silver Shadows   | Sombras Prateadas | por anunciar       | 29 de julho de 2014         |
| The Ruby Circle  | O Círculo Rubi    | por anunciar       | 10 de fevereiro de 2015     |

(*) Títulos previstos.
(**) Datas previstas.
Após terminar a série Vampire Academy, a autora, Richelle Mead, revelou que pretendia lançar seis spin-off da série. O primeiro livro, intitulado Bloodlines, foi lançado em 23 de agosto de 2011, nos Estados Unidos e tem como protagonista a alquimista Sydney Sage. Outros personagens conhecidos que aparecem nos livros são Adrian Ivashkov, Jill Dragomir, Eddie Castile e Abe Mazur. O segundo livro, intitulado The Golden Lily, foi lançado em 12 de junho de 2012, nos Estados Unidos. Enquanto o terceiro, The Indigo Spell, em  12 de fevereiro de 2013, nos Estados Unidos. Já o quarto livro, cujo título é The Fiery Heart, tem data prevista para 19 de novembro de 2013. A autora revelou que neste livro os capítulos serão alternados entre Sydney e Adrian, oferecendo o ponto de vista de cada um, que ao longo da série, iniciam um romance. A Editora Seguinte publicará a série no Brasil: os dois primeiros livros, Laços de Sangue e O Lírio Dourado, foram lançados ao longo de 2013 e o terceiro, O Feitiço Azul, tem previsão para 2014, enquanto os outros dois livros ainda não têm datas previstas.
- Bloodlines - Lançamento nos Estados Unidos, em 23 de agosto de 2011.

Sinopse: Sydney Sage é uma alquimista, um grupo de humanos que mexem com magia e servem como ponte entre o mundo dos humanos e dos vampiros. Eles protegem os segredos dos vampiros ― e vidas humanas. Quando Sydney é arrancada de sua cama no meio da noite, inicialmente ela acha que ainda está sendo punida pela sua complicada aliança com a dhampir Rose Hathaway. Mas o que ocorre é muito pior. Jill Dragomir ― a irmã da Rainha Moroi Lissa Dragomir ― está em perigo mortal, e os Moroi devem escondê-la. Para evitar uma guerra civil, Sydney é chamada para atuar como guardiã e protetora de Jill, passando-se por sua colega de quarto no último lugar em que pensariam em procurar por uma vampira da realeza ― um internato humano dem Palm Springs, California. Mas ao invés de achar segurança em Amberwood Prep, Sydney descobre que o drama acaba de começar.
- The Golden Lily - Lançamento nos Estados Unidos, em 12 de junho de 2012.

Sinopse: Sydney foi enviada para um colégio interno na Califórnia, encarregada de proteger a princesa Moroi, Jill Dragomir, de assassinos. Agora ela é elogiada por sua lealdade e obediência, e consagrou-se como o modelo de uma alquimista exemplar. Mas quanto mais se aproxima de Jill, Eddie, e, especialmente, Adrian, mais se questiona sobre suas antigas crenças, a ideia de família, e o sentido do que significa verdadeiramente pertencer. Seu mundo se torna ainda mais complicado quando experimentos mágicos mostram que Sydney pode ter a chave para se evitar transformar em Strigoi. Mas é o medo dela de ser apenas isso – especial, mágica, poderosa, que a assusta mais do que qualquer coisa. Igualmente assustador é o seu novo romance com Brayden, um cara bonito e inteligente. No entanto, tão perfeito quanto parece, Sydney vê-se atraída por mais alguém, alguém proibido para ela.
- The Indigo Spell - Lançamento nos Estados Unidos, em 12 de fevereiro de 2013.

Sinopse: Após um evento que mudou as vidas de Sydney e Adrian para sempre, Sydney luta para traçar a linha entre seus ensinamentos Alquimistas e o que o seu coração está a impulsionando a fazer. Ela, então, conhece o atraente Marcus Finch, um antigo Alquimista que a empurra a rebelar-se contra as pessoas que a criaram. E quando Sydney fica cara a cara com um usuário de mágica perverso, ela finalmente começa a abraçar a misteriosa mágica que ela sabe que guarda dentro de si.
- The Fiery Heart - Lançamento nos Estados Unidos, em 19 de novembro de 2013.

Sinopse: No Feitiço Azul, Sydney estava dividida entre o caminho da vide de alquimista e o que seu coração diz para fazer. E em um momento de tirar o fôlego que os fãs de Richelle Mead nunca vão esquecer, ela tomou uma decisão que chocou até mesmo ela … Mas a luta não acabou para Sydney. Enquanto ela navega na consequência da sua decisão de mudança de vida, ela ainda encontra-se puxada em várias direções ao mesmo tempo. Sua irmã Zoe chega e, enquanto Sydney anseia crescer para mais perto dela, ainda há muito que ela deve manter em segredo. Trabalhar com Marcus mudou a forma como ela vê os Alquimistas, e Sydney deve trilhar um caminho cuidadoso quanto ela aproveita sua habilidade mágica profunda para minar o modo de vida que ela foi criada para defender. Consumido pela paixão e vingança, Sydney se esforça para manter sua vida secreta em segredo como a ameaça de exposição – e reeducação – teares maior do que nunca.

## Enredo
A história acompanha as duas amigas, Rose (a protagonista) e Lissa, que estão escondendo dos guardiões da St. Vladimir, de onde fugiram há dois anos. Elas são forçadas a voltar quando são encontradas pelo guardião Dimitri Belikov, que aceita treinar a Rose para ajudá-la recuperar o tempo perdido e assim, depois que se formar, ser guardiã de Lissa, a última dos Dragomirs, uma das doze famílias reais morois (vampiros vivos com poderes dos elementos da natureza). De volta as duas ganham uma inimiga, Mia Rinaldi, uma moroi que foi usada pelo irmão da Lissa quando era mais nova, e agora tenta descontar nela. Mia chega ao ponto de dormir com alguns garotos da escola para que eles espalhem que dormiram com a Rose, o que não é verdade.
No decorrer da história se descobre que Lissa se especializou em um quinto elemento: o espírito. Foi com os poderes do espírito que ela trouxe a Rose de volta a vida quando esta tinha morrido no mesmo acidente que matou os pais e o irmão da Lissa, alguns anos atrás. Por conta disso as duas têm uma ligação especial, Rose pode ler os pensamentos de Lissa, e às vezes consegue entrar na mente dela e ver o que ela vê e sentir o que ela sente. Infelizmente usar os poderes do espírito tem efeito colateral, Lissa fica depressiva e chega a se cortar, e não ajuda que ela esteja recebendo mensagens misteriosas acompanhadas de animais mortos.
No início da história a Rose tem um pequeno caso com Jesse, sua paixonite desde antes dela fugir da escola, mas Dimitri os interrompe, o que não o impede de espalhar pela escola que dormiu com a Rose (mentira arquitetada pela Mia), fazendo-a o odiar. Os treinamentos da Rose estão sendo mais produtivos do que ela poderia imaginar, um romance começa a existir entre ela e o Dimitri, por mais que esse passe o livro inteiro negando isso. Lissa consegue reatar com o seu ex-namorado, que a partir dai passa a ser o ex da Mia, mas a verdade é que a última dos Dragomirs está tendo encontros no sótão da igreja com Christian, talvez o garoto mais odiado/temido da escola pelo seu passado, seus pais viraram strigois (vampiros imortais e malvados) por vontade própria, e todos apostam que é questão de tempo até que ele mesmo se torne um strigoi, ele é o tipo de garoto que uma princesa deveria manter distância.
O dia do baile chega, a Rose não poderia ir porque estava de castigo, mas o seu amigo Mason (que tem uma quedinha por ela) a "resgata". Ela se desentende com a Mia e chega a socar a garota. Após o baile a Rose consegue ver pelo laço com a Lissa que ela está sendo atacada e sequestrada, e não é por strigois, e sim por guardiões dampiros (metade humanos e metade vampiros, assim como a Rose, o Dimitri e o Mason). Tudo começa a fazer sentido, Victor Dashkov (tio de consideração da Lissa) e sua filha Natalie estavam tramando esse tempo todo contra a Lissa. Ele está com uma doença rara e parece ter o dobro de sua idade, não viveria por muito mais tempo e a algum tempo tinha descoberto sobre os poderes raros da Lissa, com eles ela poderia curá-lo, e sequestrá-la poderia fazer dela a sua própria fonte da juventude para usar quando bem entendesse. Rose vai pedir a ajuda de Dimitri, mas como estava usando o colar enfeitiçado com luxúria (presente do Victor) os dois sentem uma forte atração um pelo outro e esquecem de todos os seus problemas. Eles começam a se agarrar e só quando a Rose já está sem roupa e o Dimitri tira o colar os dois percebem o que está acontecendo, e já estão atrasados para salvar Lissa. A caminho de onde Lissa está sendo aprisionada por Victor, Rose descobre Christian escondido dentro do carro, este queria ajudar no resgate. Conseguem prender Victor, mas quando a Rose vai visitá-lo na prisão da St. Vladimit ela é atacada por Natalie, que virou um strigoi para ajudar o pai na sua fuga da prisão. Felizmente Dimitri aparece a tempo e consegue matar Natalie.

## Personagens principais
- Rosemarie 'Rose' Hathaway: Rose é uma garota de dezessete anos, é uma dhampir (dampira), ou seja, é meio humana e meio vampira. Ela tem 1,70 m. Possui cabelos castanho escuro compridos e grandes olhos pretos. É a protagonista da série Vampire Academy. Sua melhor amiga é Lissa Dragomir. Rose é uma beijada pelas sombras, pois morreu em um acidente no passado, juntamente com os pais e com o irmão de Lissa. Porém, Lissa acabou só conseguindo salvar Rose, devido ao seu poder do Espírito, o quinto elemento, concedendo a Rose o poder de ver espíritos e um laço entre as duas, nesta ligação com Lissa, Rosemarie pode então ler sua mente e entrar em sua cabeça. Ela pretende, por ser grande amiga de Lissa e ter este laço que as une, tornar sua guardiã. Rose é muito impulsiva e faz muito sucesso entre os garotos, pois é bonita e é de belas formas e é incomum os Moroi serem curvilíneos. Sua mãe chama-se Janine Hathaway e seu pai Ibrahim 'Abe' Mazur, de quem Rose herdou as feições turcas, como a cor de pele mais bronzeada. Rose é apaixonada por Dimitri Belikov, que corresponde seu amor, porém de forma que ambos não fossem comprometidos com isto. Recebe o apelido de "Roza" por Dimitri, em seus momentos apaixonados. Em Frostbite, Rose acaba envolvida com mais duas pessoas: seu amigo Mason Ashford e com Adrian Ivashkov. Por muitas pessoas é considerada uma deusa, por ser uma grande matadora de Strigoi com apenas dessessete ano, e por sua beleza. No final do quinto livro é presa por ser a única suspeita do assassinato da Rainha Tatiana. Recebe de Ambrose (um dampiro envolvido com a Rainha) uma carta deixada por Tatiana para ela. Na carta esta escrito que Lissa tem um meio irmão ou irmã e depois que ela consegue fugir da prisão com Lissa, Adrian, Dimitri, Eddie, Mikhail, Christian e Abe vai em busca desse Dragomir.
- Vasilisa 'Lissa' Dragomir: É uma Princesa Moroi de dezessete anos cujos pais e irmão foram mortos no mesmo acidente que fez com que ela pudesse curar Rose, sua melhor amiga. Recebeu a denominação de princesa, pois era a última Dragomir. Ela odeia o fato de Rose poder estar na sua cabeça e ela não poder fazer nada. É namorada de Christian Ozera, desde que conheceu ele melhor por frequentarem o mesmo lugar para poder pensar na vida. Lissa não se especializou nos elementos tradicionais mas sim num quinto elemento, chamado Espírito. Deste modo ela consegue curar pessoas e animais e ainda utilizar uma forma  de induzir as pessoas chamada Compulsão. A partir do convívio com Adrian, outro usuário de Espírito, com o tempo consegue ver as auras das pessoas. Ela é loira, tem olhos verde-jade, é alta e magra. Graças a seu irmão Andre, Lissa e Rose conquistaram uma inimiga, Mia Rinaldi, que quer se vingar de Lissa assim como Andre a-usou. Mas elas acabam por se tornarem amigas. Seu ex-namorado chamava-se Aaron, com quem Lissa chega a ficar no primeiro livro, mas vê que não sente mais nada por ele. No quarto livro, por indução de uma outra usuária de espírito, Avery Lazar, ela acaba beijando-o novamente, fazendo Christian chatear-se com ela.
- Dimitri Belikov: é um dhampir de vinte e quatro anos russo - especificadamente de Baia na Sibéria -. É apaixonado por Rose, mas disfarça isso por ser um guardião respeitado e teme deixar de proteger seu Moroi para protegê-la. É temido por muitos, considerado até um Deus, devido à sua capacidade de luta. É muito alto, tem cabelos castanho na altura do ombro e olhos da mesma cor. Treinava Rose, daí, por se conhecerem melhor, se apaixonam. Quase se envolveu de uma maneira mais íntima com ela no primeiro livro, mas descobre que estão sob um encantamento. De forma mais carinhosa, é chamado de "Dimka", princpalmente por parentes e pessoas como Tasha Ozera. Sua mãe chama-se Olena, sua vó Yeva, e suas irmãs chamam-se Viktoria, Sonya e Karolina. Em Shadow Kiss, ele e Rose conseguem enfim, dar um passo a mais no seu relacionamento amoroso, mas a St. Vladimir é invadida por um grupo muito grande de Strigoi. E, no final deste livro, Dimitri acaba sendo sequestrado por eles e vem a ser, no quarto livro, um Strigoi. Ele volta para a Rússia, tentando fazer com que Rose não tivesse que sofrer, mas ela vai atrás dele. Em Spirit Bound, através do que o irmão de Victor Dashkov diz, Rose e Lissa conseguem trazer Dimitri de volta como guardião. Ele volta de modo com que sente-se uma admiração muito grande por Lissa, e resolve que nunca mais vai incomodar Rose, por ter feito coisas terríveis com ela durante a viagem dela a Rússia, como mantê-la em cativeiro e quase transformá-la em Strigoi, obrigando Rose ou a ser morta ou a ser despertada. Portanto, ele ignora-a no quinto livro, mesmo sabendo que Rose ainda é apaixonada por ele, todavia depois que ela é presa ele a ajuda a fugir da prisão, fazendo com que Rose fique confusa em relação aos sentimentos que ele tem por ela. Dimitri dava sua vida a Rose se não tivesse que proteger Lissa Dragomir.
- Adrian Ivashkov: É um Moroi cujo elemento é, também, o Espírito. Tem vinte e um anos, possui cabelos castanhos levemente bagunçados e olhos verdes. É alto, mas é mais baixo que Dimitri. Por causa do seu elemento, tenta disfarçar os efeitos colaterais bebendo e fumando. Sente uma queda por Rose desde o primeiro instante, e de repente ele se apaixona de vez por ela. Em Frostbite, mandou a ela diversas vezes inúmeros presentes, mas o coração de Rose estava em Dimitri. Como usuário deste quinto elemento, Adrian consegue ver as Auras das pessoas, ensinando mais tarde a Lissa, e também consegue penetrar nos sonhos das pessoas. Apesar de pouco, Adrian consegue curar alguns ferimentos, o que, mesmo sendo pouco, ajuda nos feridos dos ataques de Strigoi. Adrian é sobrinho-neto da Rainha Tatiana, que nos livros seguintes é totalmente contra a paixão de Adrian por Rose e sim é a favor de Lissa. Ele financia a viagem de Rose a Rússia, e em troca Rose promete a ele que iria dar uma chance a ele na volta. Em Spirit Bound, quando Dimitri ignora Rose, Adrian e ela namoram. Adrian ainda sabe que Rose gosta mais de Dimitri, mas também sabe que ela acaba por se apaixonar, porém menos, que ele. Não exatamente apaixonar, e sim estar num modo confortável com alguém que confortaria-lhe, porém seu desejo não ocorre pois em Last Sacrifice. Dimitri vai com Rose, para protegê-la. Nesse meio tempo, os sentimentos de Dimitri enterrados pelo arrependimento voltam à tona. Rose escolhe Dimitri, e assim Adrian fica extremamente triste. Na spin-off Bloodlines, é mostrado o que aconteceu com Adrian, depois de deixar o quarto de Rose em Last Sacrifice. Seu pai chama-se Nathan Ivashkov e sua mãe Daniella. Ao longo da série Bloodlines, Adrian começa a se envolver com a alquimista Sydney Sage.
- Christian Ozera: É um moroi de cabelos negros, de olhos azuis, magro e alto, de dezessete anos. Até namorar Lissa, Christian era extremamente excluído por causa de seu jeito sombrio e ligarem isso com seus pais, Lucas e Moira, terem escolhido virarem Strigoi. Porém sua tia Tasha, impedira seus pais de levarem Christian junto. É usuário do elemento fogo e pratica a magia, o que muitas vezes chega a ser proibída. Em Blood Promise, ele termina com Lissa por ela ter beijado seu ex-namorado, Aaron, através de Avery Lazar e não ter contado a ele. Mas, em Spirit Bound, eles retornam o namoro. Por ensinar Jill, em Blood Promise, sobre magia, Lissa chega a achar que ele se apaixonou por ela.
- Mason Ashford: Era um dhampir de dezessete anos. Possui cabelos ruivos, é alto e tem olhos azuis. É um grande amigo de Rose até o segundo livro, quando ele tenta evoluir para um romance com Rose. Quando estavam prestes a ir a mais que isso, Rose desiste, fazendo Mason ficar chateado. Como Rose havia contado neste mesmo dia que havia Strigoi em Spokane (Washington), ele, Mia Rinaldi, e seu melhor amigo Eddie Castile fogem para lá. Rose e Christian os seguem depois. Strigoi os sequestram, mas no final, quando eles estão prestes a escapar, Rose manda todos saírem de onde os dois Strigoi estão. Deste modo, Rose luta com eles. Numa hora, quando um deles consegue segurar Rose, Mason interfere, mas um deles quebra o pescoço de Mason. Apesar de morto, em Shadow Kiss (terceiro livro), ele aparece como fantasma para Rose e ajuda ela numa certa hora indicando que Strigoi estão vindo. E é ele que indica o que houve realmente com Dimitri no final do terceiro livro e depois vai embora.
- Mia Rinaldi: É uma Moroi baixinha de dezesseis anos. Possui cabelos loiros cacheados e olhos azuis. Tenta acabar com a vida social de Lissa e de Rose, no primeiro livro. Após o final do segundo livro, sua mãe morre e ela se une ao grupo de Mason e de Eddie para matar Strigoi, o que acaba resultando na morte de Mason. A partir daí ela acaba acalmando, tornando-se uma grande aliada de Rose nos próximos livros. É usuária do elemento Água. Ela dá uma pequena ajuda a Rose para matar os dois Strigoi de Spokane.
- Eddie Castile: É um dhampir que, antes do incidente em Spokane, era o melhor amigo de Mason. Mas após, virou um grande amigo de Rose, sendo muito leal a ela, e chegou até, em Spirit Bound, acompanhá-la, juntamente com Lissa, para tirar Victor Dashkov da prisão. Ele também é uma das pessoas que ajuda Rose fugir da prisão em Last Sacrifice. Eddie é um personagem que não teve grande destaque na série mais segundo informações da autora Richelle Mead ele tem grande destaque na spin off da série juntamente com Jill, Adrian e Sydney.
- Janine Hathaway: É uma Dhampir, uma guardiã muito reconhecida no mundo vampiro, principalmente é conhecida por sua eficiência e por ser dura. É a mãe de Rose, porém após ter ela, mandou a filha para a St. Vladimir, pois não poderia largar de tudo para dar atenção à Rose. Ela não tinha uma boa relação com Rose, mas com o decorrer da série vemos sua preucupação e seu amor por ela. Quando era jovem envolveu-se com Abe Mazur, pai de Rose. É baixinha e possui cabelos ruivos cacheados. Segundo Rose, por baixo das roupas de guardiã de Janine, ela tem um corpo bonito. Por isso, também chamava muita atenção dos garotos na idade de Rose.
- Ibrahim 'Abe' Mazur: É um Moroi alto, de origem turca. É citado no terceiro livro pela Rainha Tatiana, mas sem ênfase. Em Blood Promise, quando Rose vai para a Rússia, ela conhece Abe. Ele possui cabelos negros e barba, e ainda é um pouco mais robusto que a maioria dos Moroi. Diz-se que ele faz negócios ilegais, e pelo seu modo de chantagear e negociar com as pessoas, ele é descrito por Sydney como Zmey, ou seja, cobra. Ainda na Rússia, quando Rose ainda não sabe quem realmente Abe é, ele sempre aparecia e insistia na volta dela para Montana (Onde se localiza a St. Vladimir). É ele que leva ela para a casa dos Belikovs, pois Rose ficava murmurando no carro o sobrenome "Belikov", por causa de Dimitri. O fato de ele ser o pai de Rose só é falado no final do quarto livro, quando antes de Rose sair da Rússia, ele dá a ela seu cachecol de cashmere, e de volta aos Estados Unidos, Janine percebe que Rose está com o cachecol e começa a falar sobre que aquele era o cachecol de Ibrahim, uma herança de família, e então Rose liga os fatos e descobre quem é o seu pai. Mesmo não sendo presente na vida de Rose, assim que ela tem conhecimento de que ele é seu pai, a ajuda muito, e principalmente em Last Sacrifice, livro em que ele arma todo o plano para tirar a filha da Prisão. Rose sempre é sarcástica com ele, porém gosta muito dele e se dá melhor com ele do que com a própria mãe.
- Avery Lazar: É uma Moroi que finge ser usuária de Ar, mas na verdade é uma usuária de Espírito muito poderosa, podendo "tocar" a mente das pessoas. Ela tinha uma compulsão muito forte, conseguindo convencer a todos ao seu redor o que ela queria. Muitas vezes finge estar bêbada para acharem que o que ela faz é decorrente da bebida. Ela começa agindo do mesmo jeito que Rose antes do acidente. Seus desejos são namorar Adrian e ser a melhor amiga de Lissa e ocupar o lugar de Rose. Avery está sempre obrigando Lissa (e os outros) a fazerem o que ela quer, controlando-os com frequência e usando muita compulsão neles. No final do quarto livro, ela tenta usar compulsão em Lissa para fazê-la se matar e assim, ressuscitá-las criando um laço com ela. Lissa e Rose lutam mentalmente contra ela, e ganham. Ela possui um laço com Simon e Reed. Acaba por, parar num hospício.
- Olena Belikov: É a mãe de Dimitri, era uma meretriz de sangue, mora em Baia, na Rússia. Tem três filhas e um filho. É citada como muito maternal e carinhosa. Criou os filhos sozinha, porém o pai desses aparecia de algumas vezes para usá-la. Como esse batia muito em Olena, quando Dimitri tinha 10 anos espancou o pai para protegê-la. Quando conhece Rose em Blood Promise gosta dela já de cara e a trata como uma filha.
- Yeva Belikov: É avó de Dimitri, é uma espécie de bruxa, consegue prever o que vai acontecer. Ela preve que Dimitri morreria (o que aconteceu em parte, pois virou um Strigoi) e que Rose viria. Finge não falar inglês. Gosta muito de Rose e a acha uma guerreira apesar de não demonstrar isso, percebe-se isso quando Rose conversa com Mark (outro shadow kiss), conhecido de Yeva.
- Viktoria Belikov: É a irmã mais nova de Dimitri. É durona, não chora ao saber o que ocorreu com Dimitri. É apaixonada por Rolan, um garoto que enganava ela e que engravidou sua irmã. Possui um grande amigo chamado Nikolai, que sente algo a mais por ela, mas não é correspondido. Quando apresenta Rolan a Rose ele dá em cima dela, e Rose acaba sendo responsável pela separação dos dois. Mesmo que ele iria deixá-la de todo jeito (ele não se importava com ela) isso faz com que ela discuta com Rose, afirmando que ela não é dessa família e não se encaixa entre eles. Logo depois Rose vai embora. Possui cabelos e olhos castanhos, tendo o mesmo olhar de Dimitri.
- Victor Dashkov: É um príncipe Moroi (príncipe do clã Dashkov), usuário do elemento Terra. É o pai de Natalie Dashkov, e era um grande amigo da família Dragomir. Usa Lissa no primeiro livro com esperança de ela curar a sua doença terminal. Ele também faz sua filha se tornar uma Strigoi no primeiro livro e no quinto, é revelado que ele pretendia reviver ela do mesmo jeito que Rose revive Dimitri. Possui um irmão chamado Robert Doru. No quinto livro, Rose, Lissa e Eddie Castile tiram  ele da prisão com esperança de que ele lhes pudesse levar a Robert, que sabia como trazer um Strigoi de volta a ser um vampiro. No final, acaba conseguindo fugir com o irmão. É descrito como alto, ter em torno de quarenta anos mas aparentar ter oitenta. Porém, quando força Lissa a curar ele, ele rejuvenesce, mas é temporário. No último livro ele é morto por Rose, que estava sobre efeitos do espírito, elemento de Lissa.
- Natalie Dashkov: Era é a filha de Victor Dashkov, também usuária do elemento Terra. Seus cabelos são pretos azeviche, e possui olhos verdes-jades. É alta, tímida, sem graça e faz tudo o que o pai quer, tanto que quando o pai pediu-lhe para virar uma Strigoi, ela o fez. Mas, Victor apenas fez isso, pois confiava no que seu irmão sabia sobre isso. No final do primeiro livro, é morta por Dimitri por quase matar Rose, e por, obviamente, ser uma Strigoi.
- Sydney Sage: É uma alquimista, e odeia isso, afirmando que só faz o que faz pois tem de fazer.. Aparece a partir de Blood Promise (em uma pequena participação em Spirit Bound e grande parte de Last Sacrifice), quando encontra Rose num beco. Ela ajuda a levar Rose a Baia. Ela diz odiar "criaturas da noite, detestando qualquer tipo de vampiro, até os pacíficos. Por isso, ela é chata e grossa com Rose, embora que ao saber as dificuldades que ela passou, ela passe a tratá-la um pouco melhor. Ela obviamente sabe sobre a existência dos Moroi, Strigoi e Dhampirs. E sendo alquimista, o trabalho dela é sumir com os corpos de Strigoi, de modo que ela sabe muitos truques com poções que fazem o corpo desaparecer ou encolher de modo que não pode ser reconhecido. Depois de um tempo de convivência com Rose, elas passam a se dar bem. No sexto livro ela ajuda rose a fugir da prisão e a encontrar o meio irmão ou irmã de Lissa. Sydney é a protagonista principal dos spin-off de Vampire Academy, intitulado Bloodlines.
- Jillian 'Jill' Mastrano: É uma moroi, ela é alta como qualquer outra Moroi tem cachos castanhos e olhos verdes, e diferente de outros Morois apresenta sardas e é um pouco mais nova que Rose e Lissa. Aparece primeiramente no terceiro livro da série como uma garotinha que é fã de Rose e Dimitri, e que quer aprender a usar magia ofensiva. Ela possui uma imensa e profunda admiração por Rose e os outros, e também é bastante compreensiva. Depois de um tempo começa a treinar magia com Christian, o que faz que, no início, Lissa fique com ciúmes dos dois e não goste dela. Ela torna a aparecer no sexto livro com uma grande importância, ela é a meia irmã de Lissa. E quando Lissa se torna rainha ela vem a se tornar a princessa Dragomir. Após o término de Vampire Academy baseado em Rose, Jill passa a ser uma das protagonistas na spin-off da série, juntamente com Adrian, Eddie e Sydney.

## Vampiros e Alquimistas

### Moroi
São vampiros vivos. Eles se alimentam de sangue humano - mas nunca matam o humano fornecedor - e comida comum. Têm certa resistência e tolerância ao sol e praticam magia. O Moroi nasce do cruzamento entre dois Morois. Os Morois antes de mais nada tem poderes que normalmente eles são um dos elementos: água, fogo, ar, terra e espírito. Entre os principais personagens Moroi estão Vasilisa Dragomir, Adrian Ivashkov, Christian Ozera, Mia Rinaldi, Natalie Dashkov, Victor Dashkov e Avery Lazar.

### Strigoi
São vampiros mortos. Eles matam a vítima durante a alimentação, seja ela Moroi, vampira ou humana. Não podem pisar em solo Sagrado ou sair ao sol. Quando um Moroi se transforma em Strigoi, perde seus poderes mágicos e cria intolerância a Magia, assim como Dhampirs e humanos.
Um Strigoi pode transformar um humano ou um vampiro à força, drenando-o e após alimentando-o com seu sangue e Morois podem se transformar sozinhos caso matem durante a alimentação.
Estes, possuem pele cor de giz e olhos vermelhos. Possuem uma força muito grande e são muitos rápidos.

### Dhampir
São meio vampiros e meio humanos. Não se alimentam de sangue e podem perfeitamente sair à luz solar. Rose costuma pensar que os Dhampir herdam as melhores qualidades de cada espécie. 
Nascem do cruzamento entre um Moroi e um humano. Não podem reproduzir entre si. 
Entre os principais personagens dhampir estão Rosemarie Hathaway, Dimitri Belikov, Janine Hathaway, Mason Ashford e Eddie Castile.

### Alquimistas
São humanos que fazem o "trabalho-sujo", ou seja, são eles quem somem com os corpos de Strigoi. Sabem de sua existência, assim como da existência de Moroi e de Vampiros. Possuem diversos truques e técnicas e uma tatuagem no rosto que lhe dão proteção. Principal personagem alquimista: Sidney

## Adaptação para o cinema
Em Junho de 2010, a produtora Preger Entertainment adquiriu os direitos da série. No início de 2013, foi divulgado que Mark Waters será o diretor. Já estão confirmados no elenco os atores: Zoey Deutch como Rose Hathaway; Lucy Fry como Lissa Dragomir; e Danila Kozlovsky como Dimitri Belikov. A produção também ganhou um subtítulo e será chamada, em inglês, de Vampire Academy: Blood Sisters (tradução livre: Academia de Vampiros: Irmãs de Sangue). Em 10 de dezembro de 2013 O Twitter oficial do filme, revelou que foi retirado o subtitulo Blood Sisters. Somente será Vampire Academy agora. O subtítulo revela a intenção de se lançar o filme como o primeiro de uma franquia, já que Richelle Mead escreveu seis livros da coleção Vampire Academy, além de outros quatro volumes do spin-off Bloodlines. O filme tem data prevista para 14 de fevereiro de 2014.